# Xantoma
Un xantoma (del Griego ξανθός xanthós "amarillo") es una afección cutánea caracterizada por la formación de placas o nódulos más o menos planos, amarillos, ligeramente elevados y de tamaño diverso. Generalmente dependen de una afectación del hígado o de un trastorno metabólico de los lípidos.
Se originan por trastornos hiperlipidémicos hereditarios o adquiridos. Son el acúmulo de macrófagos espumosos en tejido conectivo dérmico y tendones donde se producen masas tumorales (xantomas). Las xantelasmas son lesiones similares localizadas en párpados. 
Inflamación y necrosis: En estas circunstancias los macrófagos se cargan de restos celulares entre los que se encuentran abundantes restos de membranas. Aparecen macrófagos espumosos cargados de colesterol que dan una coloración amarillenta al foco de inflamación.
- Datos: Q1199732
- Multimedia: Xanthoma / Q1199732